# Flight West Airlines
 (février 2019).
Si vous disposez d'ouvrages ou d'articles de référence ou si vous connaissez des sites web de qualité traitant du thème abordé ici, merci de compléter l'article en donnant les références utiles à sa vérifiabilité et en les liant à la section « Notes et références ».
Flight West Airlines était une compagnie aérienne régionale australienne dont le siège est à Brisbane, dans le Queensland. Fondée en mai 1987, elle opérait principalement dans le Queensland. La compagnie aérienne est entrée en liquidation volontaire le 19 juin 2001 avant d'être vendue à Queensland Aviation Holdings, la société mère d'Alliance Airlines, en avril 2002.

## Historique

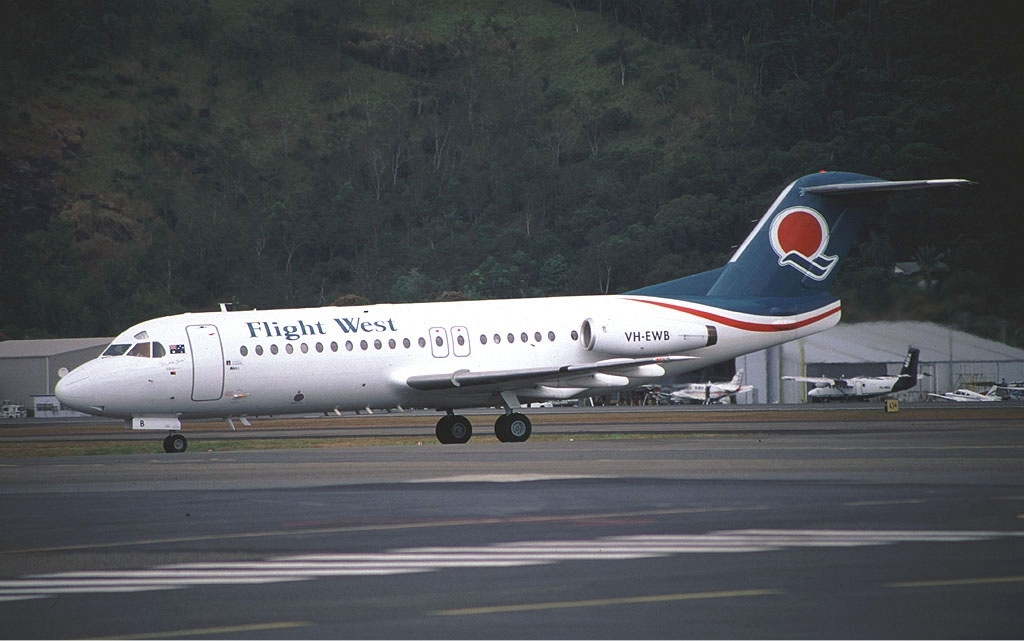
Un Fokker 28 de Flight West.

Flight West Airlines a été créée par Sir Dennis Buchanan en 1987 pour exploiter des services de transport subventionné de passagers dans des communautés éloignées sous contrat du gouvernement du Queensland.
Au départ, la compagnie utilisait des avions Beechcraft Super King Air sur ces services depuis une base située à Brisbane, puis s’étendait rapidement en ajoutant un DHC-6 Twin Otter et un EMB 110 à la flotte. Une deuxième base a été établie à Cairns. Elle exploita bientôt le réseau de routes le plus étendu du Queensland régional.
Depuis ses bases à Brisbane, Townsville et Cairns, il desservait les grandes villes et les petites communautés régionales de l’État, y compris les communautés de la péninsule du Cap York et du détroit de Torres, les principales villes et îles côtières et les villes et villages de l’ouest du Queensland.
La compagnie aérienne était affiliée à Ansett Australia Airlines (mais indépendante de celle-ci), qui a cessé ses activités le 14 septembre 2001. Avant d'entrer en liquidation en juin 2001, Flight West desservait 34 destinations et employait plus de 420 personnes.